# Deller Consort
Le Deller Consort est un ensemble vocal britannique de musique classique fondé en 1948 par Alfred Deller, à Ashford dans le Kent. Dirigé par son fondateur jusqu'en 1979, il l'est aujourd'hui par son fils Mark Deller, contreténor comme lui. Son répertoire se compose d'œuvres de la Renaissance et du Baroque, d'opéras classiques comme Didon et Énée de Henry Purcell, de madrigaux, chansons et musiques sacrées.

## Direction musicale
- Alfred Deller (1950-1979)
- Mark Deller (1979-)

## Membres
- Tracey Chadwell
- Elisabeth Priday
- Mark Deller
- John Mark Ainsley
- Maurice Bevan
- Robert Spencer